# Microsoft Office Mix
Microsoft Office Mix (kurz Office Mix) war ein von Microsoft als Teil ihrer Office-Suite angebotener Dienst.

## Geschichte und Funktion

### Die Einführung
Office Mix wurde im Jahr 2014 vorgestellt und war Bestandteil eines Office-365-Abonnements. Es handelte sich um ein Office-Add-In, das in das PowerPoint integriert war und dazu gedacht war, Lehrkräften sowie Unternehmen bei der Erstellung und dem Teilen interaktiver Onlineaufzeichnungen ihrer Präsentationen zu helfen. Die Benutzer konnten verschiedene Funktionen wie Markierungen mit einem Stift, das Erstellen von Umfragen und Anmerkungen und das Einfügen von Bildschirmaufnahmen direkt in die Präsentation erledigen. Die erstellten Kreationen, die auch als „Mix“ oder „Mixes“ bezeichnet wurden, konnten in einem Videoformat exportiert oder auf der Online-Plattform Office 365 Video geteilt werden. Der Service war ausschließlich für das Windows-Betriebssystem verfügbar und konnte mit Office 2013 und Office genutzt werden.

### Installation
Office-Mix war nicht automatisch im PowerPoint integriert. Stattdessen musste der Benutzer den Office-Mix-Add-In-Installer von der Website mix.office.com herunterladen, um das Office-Mix-Add-In in PowerPoint zu integrieren. Danach erschien ein globaler Tab mit dem Namen „Mix“ in der Benutzeroberfläche der Anwendung, über den der Benutzer auf verschiedene Optionen im Zusammenhang mit Office Mix zugreifen konnte. Um Office Mix zu nutzen, musste der Benutzer nachweisen, dass er im Besitz eines aktiven Office-365-Abonnements war. Hierfür konnte er entweder sein persönliches Microsoft-Konto oder ein von seiner Organisation oder Institution verwaltetes Konto nutzen. Alternativ war auch die Verwendung eines kompatiblen externen Single-Sign-on-Dienstes wie beispielsweise Google oder Facebook möglich.

### Einstellung des Betriebs
Ab dem 1. Mai 2018 wurde der Office-Mix-Dienst offiziell von Microsoft eingestellt und war für alle Kunden nicht mehr zugänglich. Den Benutzern wurde eine E-Mail geschickt, die ihnen einige Monate Zeit gab, um alle ihre Inhalte und Mixes von der Plattform abzurufen, bevor sie heruntergefahren wurde. Nach der Einstellung wurden die Funktionen von Office Mix stattdessen in PowerPoint integriert, die Office über ein Office-365-Abonnement erhalten.